# Hugo Gyldén
Johan August Hugo Gyldén (Helsinki, 29 de mayo de 1841 - Estocolmo, 9 de noviembre de 1896) fue un astrónomo finés-sueco, principalmente conocido por su trabajo en mecánica celeste.

## Semblanza
Gyldén era hijo de Nils Abraham Gyldén, profesor de filología clásica en la Universidad de Helsinki, y de la baronesa Beata Sofia Wrede. Permaneció durante sus años estudiantiles en la universidad de su padre, graduándose como filosofie magister de la Facultad de Físicas y Matemáticas en 1860.
En 1871 fue reclamado por la Real Academia de las Ciencias Sueca para ser su astrónomo y director del Observatorio de Estocolmo. En 1872 fue elegido miembro de la Academia Sueca, y en 1885 miembro extranjero de la Real Academia de Artes y Ciencias de los Países Bajos.

## Eponimia
- El cráter lunar Gyldén toma su nombre del astrónomo escandinavo.
- El planeta menor 806 Gyldenia lleva este nombre en su memoria.[3]